# Mylothris asphodelus
Mylothris asphodelus är en fjärilsart som beskrevs av Butler 1888. Mylothris asphodelus ingår i släktet Mylothris och familjen vitfjärilar. IUCN kategoriserar arten globalt som livskraftig. Inga underarter finns listade i Catalogue of Life.